# Daytona 24-timmars 2008
Rolex 24 at Daytona 2008 kördes den 26-27 januari 2008 på Daytona International Speedway.

## Slutställning
| Plats | Förare                                                       | Team                     | Chassi             | Motor   | Varv |
| ----- | ------------------------------------------------------------ | ------------------------ | ------------------ | ------- | ---- |
| 1     | Scott Pruett Juan Pablo Montoya Memo Rojas Dario Franchitti  | Chip Ganassi Racing      | Riley              | Lexus   | 695  |
| 2     | Alex Gurney Jon Fogarty Jimmy Vasser Jimmie Johnson          | GAINSCO/Stallings Racing | Riley Technologies | Pontiac | 693  |
| 3     | Hélio Castroneves Ryan Briscoe Kurt Busch                    | Penske/Taylor Racing     | Riley              | Pontiac | 689  |
| 4     | Niclas Jönsson Ricardo Zonta Darren Turner                   | Krohn Racing             | Riley              | Pontiac | 688  |
| 5     | Max Angelelli Wayne Taylor Michael Valiante Ricky Taylor     | SunTrust Racing          | Riley              | Pontiac | 687  |
| 6     | Oswaldo Negri Graham Rahal Justin Wilson Mark Patterson      | Michael Shank Racing     | Riley              | Ford    | 680  |
| 7     | Tracy Krohn Eric van de Poele Oliver Gavin                   | Riley                    | Krohn Racing       | Pontiac | 678  |
| 8     | Marc Goossens Johnny O'Connell Ryan Hunter-Reay Jim Matthews | Stallings/Riley-Matthews | Riley              | Pontiac | 676  |
| 9     | Sylvain Tremblay Raphael Matos Nick Ham David Haskell        | SpeedSource              | Mazda GT           | Mazda   | 664  |
| 10    | Richard Westbrook Bryce Miller Andy Lally Ted Ballou         | TRG                      | Porsche GT3        | Porsche | 657  |